# OCT Thrust SSC1000
OCT Thrust SSC1000 (chinesisch: 极速飞车) in Happy Valley (Wuhan, Hubei, Volksrepublik China) ist eine Stahlachterbahn vom Modell Air Launch Coaster des Herstellers S&S Worldwide, die am 8. März 2014 eröffnet wurde. Sie ist spiegelbildlich baugleich mit der Achterbahn Bullet Coaster im Schwesterpark Happy Valley in Shenzhen. Zum Zeitpunkt ihrer Eröffnung war sie zusammen mit Bullet Coaster und Extreme Rusher die schnellste Achterbahn Chinas, bis im Jahr 2016 Coaster Through the Clouds die Bahnen vom Platz 1 verdrängt haben.
Die Strecke erreicht eine Höhe von 60 m und verfügt über eine 67,4 m hohe Abfahrt. Die Züge werden pneumatisch auf eine Höchstgeschwindigkeit von 133,6 km/h beschleunigt.